# Max Wexler
Max Wexler (sau Vexler, Weschler, n. 4 noiembrie 1870, Iași, România – d. 14 mai 1917, Bacău, România) a fost un teoretician socialist și marxist român, de origine evreu. 
A studiat în Iași, orașul său natal, avându-l ca profesor pe Ion Creangă. În timpul facultății, când se afla la Bruxelles, a intrat în contact cu socialismul.
El a fost unul dintre primii și cei mai importanți socialiști români de dinaintea Primului Război Mondial, formând un grup de socialiști atât evrei, cât și români. Simpatizant al Revoluției din Februarie, acesta a fost arestat de autoritățile române, după ce a încercat să obțină suport din partea soldaților ruși aflați atunci în România. A fost asasinat ulterior, în timp ce se afla în arest. Moartea acestuia a generat un doliu uriaș în România. Date fiind împrejurările, prim-ministrul liberal Ion I. C. Brătianu și-a exprimat public regretele, iar ministrul de război, Vintilă Brătianu, a promis că se vor face cercetări pentru aflarea făptașilor. În realitate, orice anchetă a fost suprimată de autoritățile române.